# Кижинги
Кижинги (порт. Quijingue) — муниципалитет в Бразилии, входит в штат Баия. Составная часть мезорегиона Северо-восток штата Баия. Входит в экономико-статистический микрорегион Эуклидис-да-Кунья. Население составляет 28 139 человек на 2006 год. Занимает площадь 1271,069 км². Плотность населения — 22,1 чел./км².

## Статистика
- Валовой внутренний продукт на 2003 год составляет 50 798 071,00 реалов (данные: Бразильский институт географии и статистики).
- Валовой внутренний продукт на душу населения на 2003 год составляет 1858,76 реалов (данные: Бразильский институт географии и статистики).
- Индекс развития человеческого потенциала на 2000 год составляет 0,526 (данные: Программа развития ООН).